# Can Costa (Sant Esteve de Palautordera)
Can Costa és una masia de Sant Esteve de Palautordera (Vallès Oriental) inclosa a l'Inventari del Patrimoni Arquitectònic de Catalunya. És un conjunt d'edificis que es van afegir al cos principal, que fa invisible la fisonomia original.

## Descripció
Edifici de planta rectangular, de planta baixa i dos pisos i coberta a dues vessants. La façana és molt irregular i els pisos no són tots rectes. Hi ha un rellotge de sol sota el vèrtex de la teulada. Ha sofert moltes transformacions que n'han canviat la fisonomia.

## Història
No se sap la data de construcció, però és una masia de les que es troben al Montseny, podria ser del segle xvi o del xvii. Hi ha però una data que indica un moment en què fou reformada i ampliada, al 1859 al rellotge de sol. El rellotge és deteriorat, si bé s'ha respectat el quadrant en el moment de restaurar la façana que va ser pintada i arrebossada i l'interior arreglat.